# Torpor
Torpor je kratkotrajno stanje znižane presnovne aktivnosti pri toplokrvnih živalih. Je prilagoditev majhnih živali na dnevno-nočni cikel nihanja temperature zraka. Majhne toplokrvne živali, kot so mali sesalci in nekateri ptiči (predvsem kolibriji), ne morejo ustvariti dovolj energijskih zalog, da bi bile sposobne vzdrževati visoko telesno temperaturo ponoči, ko niso fizično aktivne. Zato znižajo stopnjo presnove, posledica česar je znižanje telesne temperature. Pri kolibriju vrste Selasphorus rufus je lahko razlika med dnevno in nočno telesno temperaturo tudi 27 °C (40 °C podnevi in 13 °C ponoči, kadar je zunaj dovolj hladno). Ob »prebujanju« iz torporja žival s procesom termogeneze generira toploto in ponovno zviša telesno temperaturo na normalno vrednost.
Večje živali bi zaradi svoje mase porabile preveč energije za vsakokratno ohlajanje in ponovno segrevanje, zato ne preidejo v stanje torporja. Zanje je bolj značilno zimsko spanje (hibernacija), ki nastopi ob daljših obdobjih nižjih temperatur (pozimi).